# Nanume naneum
Genre
Espèce
Synonymes
- Theridion naneum Roberts, 1983

Statut de conservation UICN

 EN B2ab(iii) : En danger
Nanume naneum, unique représentant du genre Nanume, est une espèce d'araignées aranéomorphes de la famille des Theridiidae.

## Distribution
Cette espèce est endémique d'Aldabra aux Seychelles.

## Publications originales
- Roberts, 1983 : Spiders of the families Theridiidae, Tetragnathidae and Araneidae (Arachnida: Araneae) from Aldabra atoll. Zoological Journal of the Linnean Society, vol. 77, no 3, p. 217-291.
- Saaristo, 2006 : Theridiid or cobweb spiders of the granitic Seychelles islands (Araneae, Theridiidae). Phelsuma, vol. 14, p. 49-89.